# Каудіптерикс
Каудіптерикс (Caudipteryx — «хвостове перо») — рід тероподів розміром з павича, що жили в баремському періоді ранньої крейди (близько 124,6 млн років тому). Вони мали пір'я і були надзвичайно схожі на птахів, настільки, що деякі палеонтологи розглядали їх як птахів. Скам'янілості виявлені в провінції Ляонін, Китай у 1997 році. Було описано два види: C. zoui (типовий вид) у 1998 році та C. dongi у 2000 році.

## Опис

Порівняння розмірів людини та каудіптерикса

Назва ящера перекладається як «хвостове перо»: на хвості у нього були довгі, до 20 см, пір'їни, розташовані віялом, що служили, можливо, для залучення статевого партнера. Цей пернатий динозавр не міг літати, оскільки його «крила» були занадто короткі, а пір'я на них пряме і симетричне. Така форма не створює підіймальної сили. Щоб вона виникла, площина опахала має бути асиметричною, з ширшим переднім краєм, і опуклою згори. Тіло C. zoui було вкрите чорним пір'ям, на хвостових перах збереглася помітна смугастість.
Ноги у каудіптерикса були довгі, голова коротка, можливо був хорошим бігуном. Каудіптерикс був невеликим тероподом, довжиною 72,5—89 см і вагою близько 5 кг, виходячи з довжини стегнової кістки. Як і багато інших манірапторів, він поєднував в собі анатомічні риси рептилій і птахів. У щелепах каудіптерикса були зуби, але, як і сучасні птахи, він ковтав маленькі камінчики, які допомагали йому перемелювати корм у мускульному шлунку.
Скелет його кисті мав зменшений третій палець, як у ранніх птахів та овірапторіда Heyuannia. Анатомія каудіптерикса демонструє докази гачкоподібних відростків ребер, пташиноподібних зубів, можливого відвернутого першого пальця ноги та загальні пропорції тіла, які можна порівняти з пропорціями сучасних нелітаючих птахів.

## Дослідження
Більшість фахівців віднесли його спочатку до хижих динозаврів. Проте, на відміну від інших відомих динозаврів, у цього на хвості й коротеньких передніх лапках були видні відбитки пір'я. Припустили, що каудіптерикс успадкував частковий пір'яний покрив від якогось загального предка динозаврів і птахів. Тільки сам він, видимо, літати не вмів: на це вказують будова недорозвинених крил і відсутність повного комплекту оперення.

## Еволюційні зв'язки

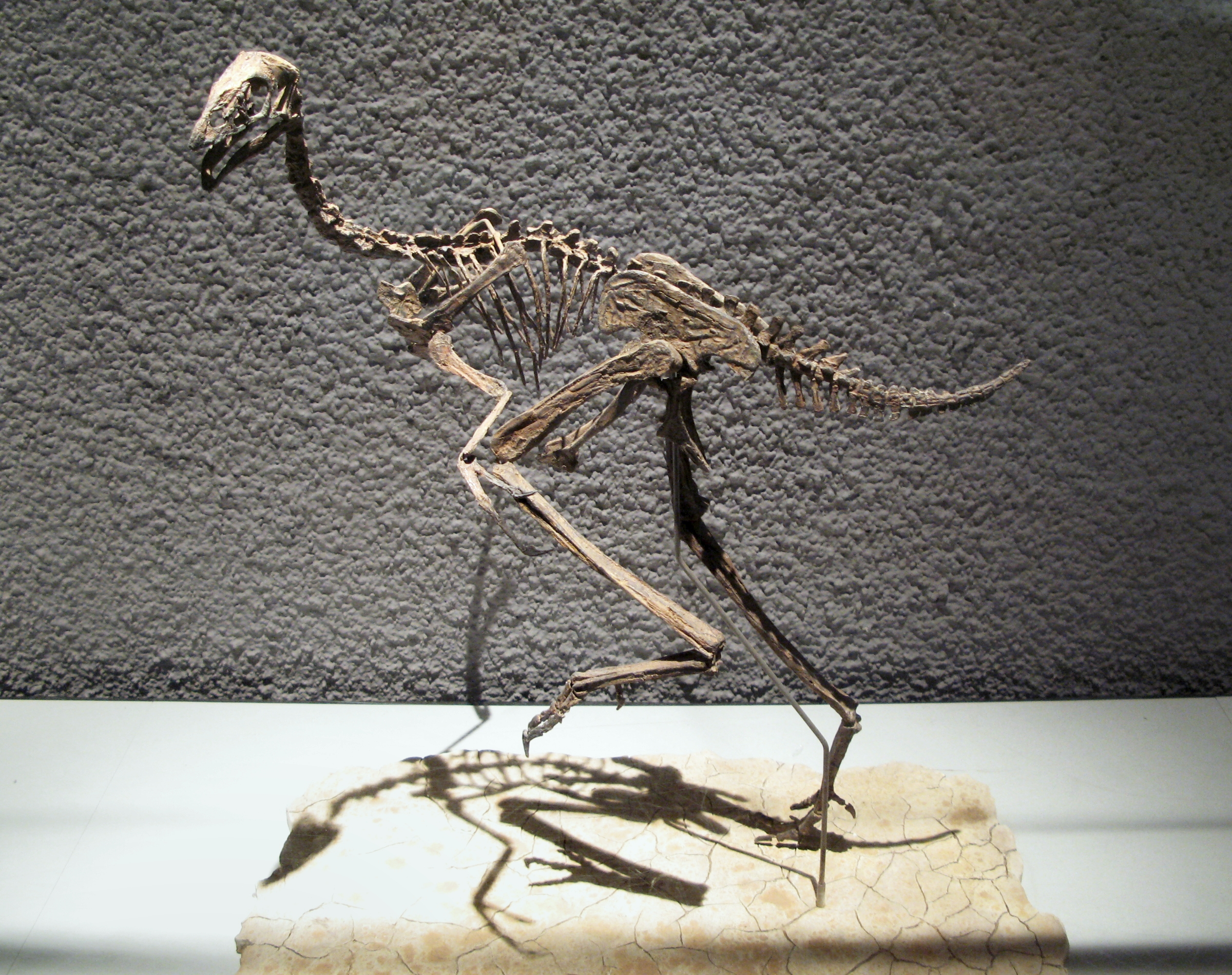
Скелет каудіптерикса

Оскільки каудіптерикс мав чітке і виразне пір'я, як у сучасних птахів, і оскільки кілька кладистичних аналізів засвідчили, що це непташиний овірапторидний динозавр, на момент свого опису він став вичерпним доказом того, що птахи походили від динозаврів. Лоуренс Вітмер заявив: «Наявність чітко вираженого пір'я в однозначно непташиного теропода має риторичний ефект атомної бомби, роблячи смішними будь-які сумніви щодо спорідненості птахів з тероподами».

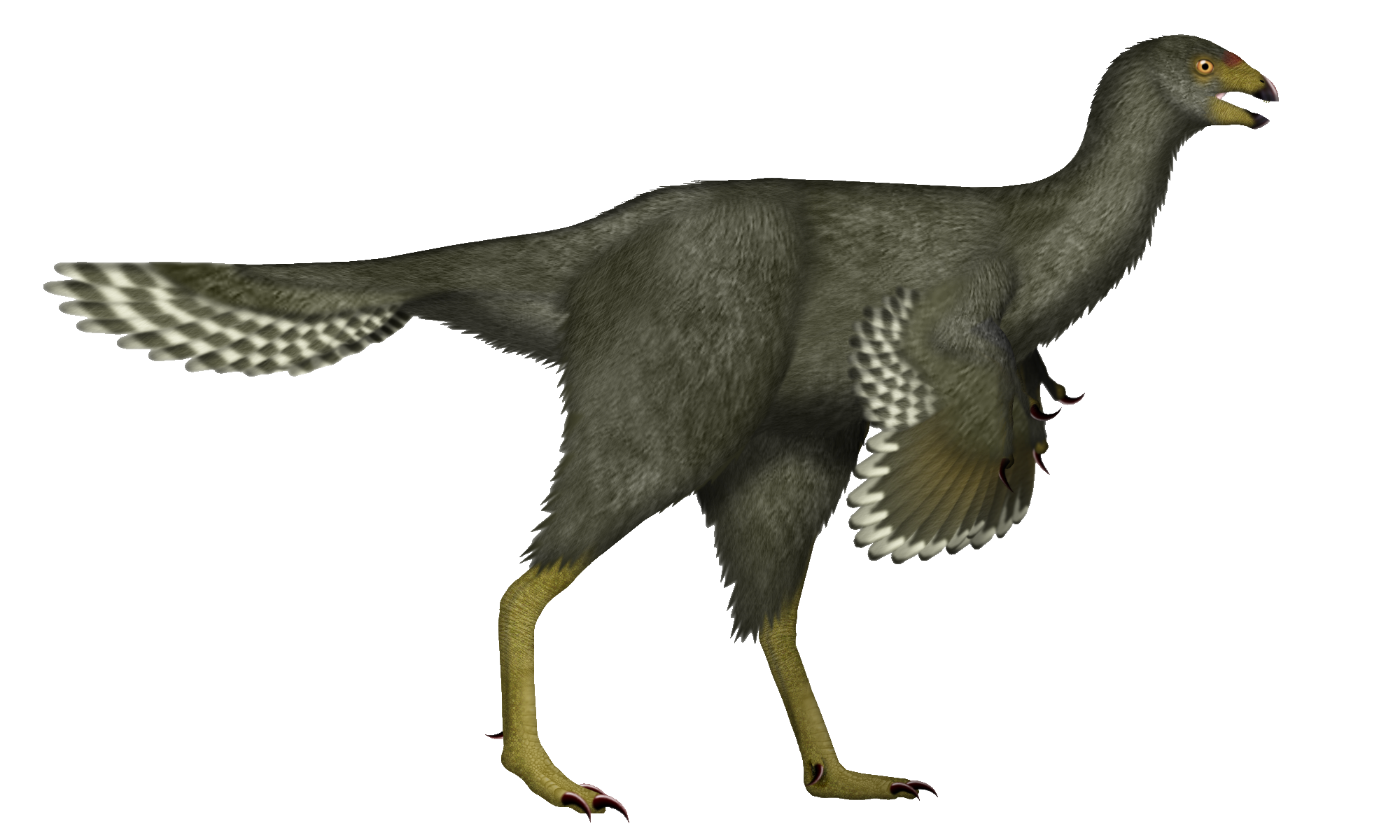
Реконструкція зовнішнього вигляду

Багато науковців вважають, що різкого еволюційного стрибка, чіткої межі між динозаврами й птахами не існувало й перехід від одних до інших був досить плавним. Проте деякі фахівці усе ще заперечують ці висновки. Наприклад, палеоорнитолог С. Олсон вказує, що пір'я каудіптерикса менш розвинені, чим в археоптерикса, але ж нинішня ляонинська знахідка приблизно на 25 млн років молодша й, виходить, повинна бути прогресивнішою. Олсону заперечує Жоу, якій підкреслює, що пташині риси каудіптерикса — наслідок паралельної еволюції птахів і динозаврів. Сьогодні багато палеонтологів вважають, що еволюція птахів відбувалася одночасно принаймні двома шляхами: ящерохвості птахи, найдавнішими представниками яких є археоптерикс і його найближчі родичі енанціорніси, виявилися тупиковою гілкою, а віялохвості птахи, найдавніший предок яких — протоавіс, дали всіх сучасних птахів. До цієї гілки відноситься й перша знахідка справжнього кілегрудого птаха — амбіортуса, що жив на початку крейдяного періоду, якого виявила російсько-монгольська палеонтологічна експедиція в 1977 році в пустелі Гобі.